# Big Ear rádiótávcső
A Big Ear (Nagy Fül) rádiótávcső (másik nevén Ohio Állami Egyetem Csillagvizsgáló Rádiótávcső) egy Kraus típusú rádiótávcső volt, amely 1963–1998 között üzemelt a Wesleyan Egyetem (Ohio) területén, a Perkins obszervatóriumban.
A Big Ear része volt a SETI projektnek. Építése 1956-ban kezdődött és 1961-ben fejeződött be, 1963-ban kapcsolták be először. A rádióteleszkóp befejezte az Ohio Égi Felmérést 1971-ben, ezután arra használták, hogy földönkívüli intelligens fajok által kibocsátott rádiójeleket keressen. A leghosszabb SETI projekt volt a történelem során. 1977-ben vette a Hűha! jelet. 1998-ban leállították a rádióteleszkópot, amikor eladták a területet, hogy kibővíthessenek egy közeli golfpályát.